# ノルトロックジャパン
株式会社ノルトロックジャパン（英: Nord-Lock Japan Co.,Ltd.）は、スウェーデン・マルメに本部を置くノルトロックグループ（Nord-Lock Group AB）の日本国内における現地法人。緩み止めワッシャーであるノルトロックワッシャーをはじめ、ボルト締結関連製品の製造販売を行う。
本社は大阪府箕面市。東京都品川区にも東京オフィスを構える。1984年（昭和59年）創業。「あらゆるボルト締結の課題を共に解決するパートナーとなる」ことを掲げており、製品の販売だけでなく顧客へのテクニカルサポートも行っている。

## 歴史
1982年、スウェーデンにおいて摩擦を利用せず機械的にボルト・ナットの緩みを防止するウェッジロックワッシャーを発明したノルトロックグループは同年、それをノルトロックワッシャーとして発売する。以来世界中に現地法人を設立しており、現在日本を含む25ヵ国に現地法人を保有。その他にも販売代理店等の協力により計65ヵ国で製品とサービスの提供を行っている。
2011年にアメリカ・ピッツバーグに本拠を置くスーパーボルト社（英: Superbolt Inc.）、2015年にはイギリス・ウォルソールに本拠を置くボルタイト社（英: Boltight Ltd.）を傘下に収め、人間の力では締付が難しいような大径ボルトを直接引き伸ばすことで締結力（軸力）を得るボルトテンショナーが機械式・油圧式の両方で提供可能となった。2016年にはスウェーデン・オートヴィダベリ のエクスパンダー・システム社（英: Expander System Global AB）が同グループに参加し、建設機械や工場設備等の可動部の摩耗対策機能をもつピンであるエクスパンダーが提供可能となっている。
日本の現地法人であるノルトロックジャパンは、宮下浩史を代表取締役社長（現在は取締役会長）として1984年4月21日に大阪市西区で創業。2011年には品川区に東京オフィスを開設した。2016年には宮下浩史が社長を退任して会長職に就くと共に、スウェーデン本部の指名により宮下進次が代表取締役社長に就任。2023年5月には宮下進次が社長を退任し、後任に営業技術部 部長の西村竜太が就任した。宮下はNord- Lock Groupの本社Nord-Lock international ABのGlobal Key Account Managerおよび株式会社ノルトロックジャパンの取締役を兼任する。
大阪オフィスもこれまでの大阪市西区から現在の箕面市へ移転し、更に多くの社員と製品在庫を擁する社屋を構えた。この新社屋はスウェーデンの北欧建築をコンセプトにデザインされており、第28回日経ニューオフィス賞にて近畿ニューオフィス奨励賞を受賞している。

## 所在地
株式会社ノルトロックジャパンは現在、下記の拠点を有している。
- 大阪オフィス：大阪府箕面市彩都粟生南1丁目18番35号
- 東京オフィス：東京都品川区南大井3丁目22-7-2F

## テクニカルセンター

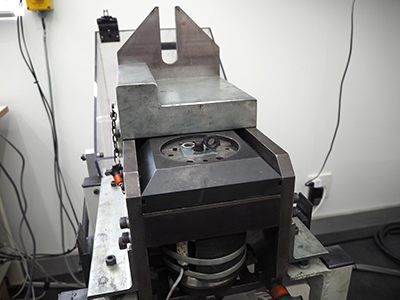
ユンカー振動試験機

ノルトロックグループは世界各地に現在6箇所の製品研究開発や各種試験を行うテクニカルセンターを保有しており、アジア地区ではノルトロックジャパンが大阪オフィスにテクニカルセンター（通称：ラボ）を保有している。テクニカルセンターでは、製品機能に関わる検証試験の他、顧客の使用環境を再現して設計上の計算と作業現場での現実の間にあるギャップを検証する等して顧客のサポートが行われる。

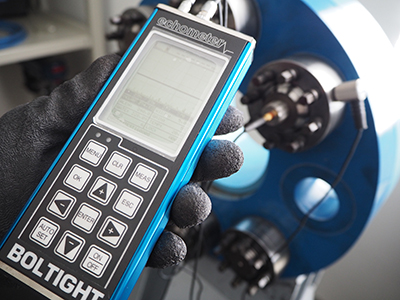
超音波軸力計での測定

### テクニカルセンターで実施される試験例
トルク-軸力試験実際に使用される締結部材と相手材を用い、既定トルクで締め付けた際に必要軸力が得られるか、またバラつき幅はどの程度発生するのかを検証する。
ユンカー式振動試験ドイツ工業規格 DIN65161に準拠した振動試験。実際に使用される締結部材と相手材を用いての締結部の耐振動性検証試験や緩み止め製品の比較検証試験等を行う。
超音波によるボルト軸力測定超音波軸力計を用いて高精度な測定が難しい軸力を測定する。下記の大径ねじ締結方法検証時にも用いられる。顧客の現場へ超音波軸力計を持ち込み、トルク管理を行っている現場で実際の軸力にどの程度バラつきが発生しているかの調査も行える。
大径ねじ締結方法検証レンチをハンマーで打撃する等の方法で締め付けられる大径ボルトをテンショニングで締結した場合の作業負荷や締付精度を比較したり、テンショナー取扱いのトレーニングを実施する。
ドイツ技術者協会策定 VDI2230に基づく締結体設計評価極めて複雑なVDI2230による計算を専用ソフトウェアを用いて実施。締結部材の変更や設計変更による影響を検証・評価する。

## 広報活動
ノルトロックグループは年に2回、ボルト締結に関連する知識の普及を目的として技術情報や同社顧客の事例等を紹介する広報誌「BOLTEDマガジン」を2009年から発刊している。また、2016年には日本国内における事例とノルトロックジャパンに在籍するエンジニアによる技術記事のみで構成した日本版の広報誌「JapanBOLTED」を刊行した。日本版ではトヨタ自動車で長年ねじ締結を専門に研究を行って来た工学博士、酒井智次氏のインタビュー記事も収録されている。
また、ノルトロックグループはソーシャルネットワークサービス（SNS）上での広報活動も行っており、現在日本国内向けにはノルトロックジャパンのFacebookページ、およびYouTubeチャンネルにて日本語動画集が公開されている。